# Giro di Toscana 1975
Il Giro di Toscana 1975, quarantanovesima edizione della corsa, si svolse il 10 maggio su un percorso di 226 km, con partenza e arrivo a Borgo San Lorenzo. Fu vinto dall'italiano Costantino Conti della Furzi-FT davanti al suo connazionale Franco Bitossi e al belga Roger De Vlaeminck.
I corridori che presero il via da Borgo San Lorenzo furono 70, mentre coloro che tagliarono il traguardo furono 42.

## Ordine d'arrivo (Top 10)
| Pos. | Corridore             | Squadra            | Tempo    |
| ---- | --------------------- | ------------------ | -------- |
| 1    | Costantino Conti      | Furzi-FT           | 5h47'00" |
| 2    | Franco Bitossi        | Scic               | a 14"    |
| 3    | Roger De Vlaeminck    | Brooklyn           | s.t.     |
| 4    | Fabrizio Fabbri       | Bianchi-Campagnolo | s.t.     |
| 5    | Francesco Moser       | Filotex            | s.t.     |
| 6    | Mauro Vannucchi       | Magniflex          | a 22"    |
| 7    | Roberto Poggiali      | Filotex            | s.t.     |
| 8    | Italo Zilioli         | Magniflex          | s.t.     |
| 9    | Gianni Di Lorenzo     | Zonca              | a 2'00"  |
| 10   | Giacinto Santambrogio | Bianchi-Campagnolo | a 2'22"  |